# Superman & Lois
Superman & Lois es una serie de televisión estadounidense de superhéroes desarrollada para The CW por Todd Helbing y Greg Berlanti, basada en los personajes de DC Comics Superman y Lois Lane, creados por Jerry Siegel y Joe Shuster. Tyler Hoechlin y Elizabeth Tulloch protagonizan los personajes titulares Clark Kent / Superman, un superhéroe disfrazado, y Lois Lane, una periodista del Daily Planet. La serie originalmente estaba planeada estar ambientada en el Arrowverso, siendo un spin-off de Supergirl y compartiendo continuidad con las otras series de televisión de la franquicia, con Hoechlin y Tulloch retomando sus respectivos papeles. Durante el rodaje de la primera temporada, se determinó que la serie se desarrollaría en un universo alternativo del Arrowverso, lo que se confirmó en el final de la segunda temporada.
La serie se anunció en octubre de 2019 y se ordenó en enero de 2020. Superman & Lois se estrenó el 23 de febrero de 2021. En marzo de 2022, la serie fue renovada para una tercera temporada, que se estrenó el 14 de marzo de 2023. En junio de 2023, la serie fue renovada para una cuarta y última temporada que se estrenó el 7 de octubre de 2024.

## Premisa
Clark Kent / Superman y Lois Lane regresan a Smallville con sus hijos Jon y Jordan, donde se reencuentran con Lana Lang, su marido Kyle Cushing, y su hija Sarah, cuando su idílica vida se ve alterada cuando El Extraño entra en sus vidas.

## Elenco y personajes

### Principales
- Tyler Hoechlin como Kal-El / Clark Kent / Superman: un superhéroe de Krypton que defiende la Tierra y el marido de Lois.[6] Dylan Kingwell interpreta a un Clark adolescente, mientras que Lennix James interpreta a un Clark de 4 años.
  - Hoechlin también interpreta a una versión malvada de Superman de otra Tierra que trabaja para el Morgan Edge de su mundo.
- Elizabeth Tulloch como Lois Lane: una periodista de renombre mundial del periódico de Metrópolis Daily Planet y la esposa de Clark.[6]
  - Tulloch también interpreta a una versión de Lois Lane que estuvo casada con John Henry Irons y que murió a manos del Superman de su mundo.
- Jordan Elsass como Jonathan «Jon» Kent: el modesto, bondadoso y atlético hijo de Clark y Lois. Lleva el nombre del padre adoptivo de Clark, Jonathan Kent.[7] Brady Droulis interpreta a un Jonathan Kent de 7 años. Cuando descubre que sólo su hermano heredó los poderes de su padre se empieza a sentir inseguro y dejado de lado. Aunque no tenga poderes demuestra tener habilidad para entender tecnología avanzada, como la kriptoniana, como su abuelo Jor-el.
- Alexander Garfin como Jordan Kent: el hijo introvertido de Clark y Lois, que es un marginado con ansiedad social.[7] Ha heredado los poderes de su padre, aunque sus habilidades son solo en «pequeñas ráfagas». Lleva el nombre del padre biológico de Clark, Jor-El. Dawson Littman interpreta a un Jordan Kent de 7 años. En la segunda temporada muestra que en el otro universo fue su hermano quien nació con poderes mientras que él fue un chico normal.
- Erik Valdez como Kyle Cushing: el esposo de Lana y jefe de bomberos de Smallville, quien disfruta de su vida viviendo en un pequeño pueblo y desconfía de los de las grandes ciudades.[8]
- Inde Navarrette como Sarah Cushing: la hija «salvaje» de Kyle y Lana que se hace amiga de los Kent y sirve de interés amoroso para Jordan.[9]
- Wolé Parks como John Henry Irons / Capitán Luthor / El extranjero: un misterioso visitante de una Tierra paralela no identificada que está empeñado en demostrar al mundo que ya no necesita a Superman.[10]
  - La imagen de Parks también se utilizó para representar al John Henry Irons de Tierra-Prima, del que se dice que murió en combate.
- Adam Rayner como Tal-Roh / Morgan Edge: «un inteligente, elocuente y apasionado magnate hecho a sí mismo» que se ha interesado por Smallville, levantando las sospechas de Lois.[11] Más tarde se revela que es el medio hermano de Kal-El a través de Lara Lor-Van y Zetah-Roh con planes para restaurar la raza kryptoniana. Jack Rehbein y Ben Cockell interpretan a Tal-Roh de 10 y 19 años, respectivamente. Tiene una personalidad totalmente opuesta a su hermano debido a que tuvo una crianza sin recibir afecto por su padre, quien de hecho lo torturaba si no seguía sus planes. En la segunda temporada empieza a acercarse más a su hermano y se descubre que en otra tierra/universo su versión y la de Superman tenían muy buena relación y se casó con Lana Lang.
- Dylan Walsh como Samuel «Sam» Lane: el padre de Lois y un general del ejército adicto al trabajo que está decidido a mantener a Estados Unidos y al mundo a salvo de todas las amenazas.[12]
  - Walsh también interpreta a una versión de Sam Lane que murió en el conflicto contra la versión de Superman de su mundo.
- Emmanuelle Chriqui como Lana Lang Cushing: una vieja amiga de Clark, que es agente de préstamos del Banco Smallville.[13]
  - Chriqui también interpreta a Lara Lor-Van: la madre de Kal-El y Tal-Roh, en el cuerpo de Lana Lang.
- Tayler Buck como Nat Irons (temporada 2; invitada temporada 1): la hija de John Henry Irons y Lois Lane de la Tierra alterna.
- Sofia Hasmik como Chrissy Beppo (temporada 2; recurrente temporada 1): una periodista «buscadora» de Smallville Gazette que tiene un «encuentro casual» que cambia su vida.[14]
- Michael Cudlitz como Lex Luthor (temporada 4; invitado temporada 3): el director ejecutivo de LuthorCorp y archienemigo de Superman, que secretamente está detrás de diferentes actividades ilegales. Peia Mannheim lo incriminó por la muerte de Boss Moxie, lo que lo llevó a la Penitenciaria de la Isla Stryker de por vida, ya que su vida familiar está tensa. Después de haber sido golpeado por Otis Grisham y sus compañeros de prisión cuando Otis no le dio la afeitadora eléctrica que usaría para afeitarse la cabeza, Lex Luthor usa sus contactos externos para intimidar al director Ellis para que trabaje para él mientras Lex hace que los guardias golpeen a Otis y a los que golpean a Lex. Después de que el director Ellis le consiguiera una afeitadora, Lex se afeitó la cabeza. Después de la muerte de Peia y de que se expusiera su trampa, Lex fue liberado de la prisión de Stryker y el director Ellis retrasó la noticia. Luthor procedió a caminar hasta la granja de la familia Kent, donde le aconsejó a Lois que se jubilara. Al ser recogido por Otis, Lex le aconseja a Lois que le diga a Superman que él vendrá a buscarlo a continuación. Otis le informa que se han ocupado del Dr. Aleister Hook y le entregan las gafas ensangrentadas del Dr. Hook. Encuentran a Bizarro alimentándose de ratas mientras Bizarro le muerde la oreja derecha a Otis frente a Lex. Ayuda a Lex en sus experimentos de muerte con Bizarro. Luego, Otis ayuda a Gretchen Kelley a secuestrar a Sam Lane.

### Recurrentes
- Fritzy-Klevans Destine como Sean Smith:  un estudiante de la secundaria de Smallville y jugador de fútbol americano que considera a Sarah su novia y que en un principio se enemista con los hermanos Kent.
- Wern Lee como Tag Harris:  un estudiante de Smallville y amigo de Sean Smith que desarrolla habilidades de vibración al ser expuesto a fosforescencia amarilla el día que se manifestó la visión de calor de Jordan.
- Zane Clifford como Timmy Ryan:  un estudiante de la secundaria de Smallville y amigo de Sean Smith.
- Joselyn Picard como Sophie Cushing:  la espiritual y rebelde hija menor de Lana Lang y Kyle Cushing y la hermana de Sarah.[15]
- Daisy Tormé la voz de la IA:  una IA sin nombre que trabaja para John Henry Irons.
- Angus Macfadyen como Jor-El:  el padre kryptoniano de Clark. Aunque murió junto con Krypton, su esencia sigue existiendo dentro de la Fortaleza de la Soledad para orientar cuando su hijo busca ayuda.[16]
- Stacey Farber como Leslie Larr:  nacida como Irma Sayres, Leslie es una mujer con superfuerza y visión térmica que trabaja como asistente personal de Morgan Edge.[17]
- Danny Wattley como Gaines:  el entrenador del equipo de fútbol americano de la secundaria de Smallville.
- Hesham Hammoud como Reno Rosetti:  un agente militar que trabaja para Sam Lane. Más tarde, Morgan Edge le otorga poderes a través de la Kryptonita X fuera de la pantalla y lucha contra Superman en la sala del Proyecto 7734 antes de ser asesinado por una lanza de Kryptonita blandida por John Henry Irons.
- Austin Anozie como Malcolm Teague:  un estudiante de la secundaria de Smallville.
- Pavel Romano como Corey Wellnitz:  un estudiante de la secundaria de Smallville.
- Leeah Wong como Emily Phan:  una mujer que conoce a Lana Lang y que posteriormente se somete a los experimentos de Kryptonita X de Morgan Edge.
- Jenna Dewan como Lucy Lane (temporada 2): la hermana menor de Lois. Dewan interpretó a una versión alternativa de Lucy Lane en Supergirl.

### Invitados
- Michele Scarabelli como Martha Kent: la madre adoptiva de Clark. Murió de un derrame cerebral.
- Fred Henderson como Jonathan Kent: el padre adoptivo de Clark. Murió de un ataque al corazón cuando Clark era todavía un adolescente.
- Dean Marshall como Samuel Foswell: un secuaz de Morgan Edge que dirige el Daily Planet tras ser comprado por Edge.
- Paul Jarrett como Perry White: el editor en jefe del Daily Planet antes de que Edge lo comprara.
- Coral Humphrey como Eliza: la novia de Jonathan en Metrópolis.
- Dee Jay Jackson como Cobb Branden: un agricultor y amigo de la familia Kent.
- Eric Keenleyside como George Dean: el alcalde de Smallville.
- Daniel Cudmore como Subjekt-11: [18] un hombre con una superfuerza que rivaliza a la de Superman.
- Jill Teed como Sharon Powell: una mujer cuyo hijo recibió una oferta de trabajo de Morgan Edge y más tarde se convierte en objetivo de Subjekt-11.
- Clayton James como Derek Powell: un minero e hijo de Sharon que aceptó un trabajo de Morgan Edge. Después de morir en un accidente, Derek fue revivido por Morgan y Leslie usando Kryptonita X que le dio habilidades kriptonianas.
- Brendan Fletcher como Thaddeus R. Killgrave: un científico loco y viejo enemigo de Superman que trabaja con Intergang.
- Robel Zere como Dabney Donovan: el médico personal de Morgan Edge.
- Samuel Braun como Jimmy Cutter: un jugador del excolegio de los hermanos Kent en Metrópolis.
- Kayla Heller como Tegan Wickhem: una estudiante de la secundaria de Smallville que coquetea con Jonathan Kent.
- Wendy Crewson como Dra. Wiles
- Spencer Lang como Jason Tras
- Kennedy Chew como Avery Phan
- Jay Zhang como Duc Phan
- Shawn Stewart como Jasper Townes
- David Ramsey como John Diggle: un agente de ARGUS y amigo de Clark y Lois. Ramsey interpretó a una versión alternativa de Diggle en Arrow, The Flash, Legends of Tomorrow y Supergirl.[19]

## Episodios
| Temporada | Temporada | Episodios | Episodios | Emisión original      | Emisión original       |
| Temporada | Temporada | Episodios | Episodios | Primera emisión       | Última emisión         |
| --------- | --------- | --------- | --------- | --------------------- | ---------------------- |
|           | 1         | 15        | 15        | 23 de febrero de 2021 | 17 de agosto de 2021   |
|           | 2         | 15        | 15        | 11 de enero de 2022   | 28 de junio de 2022    |
|           | 3         | 13        | 13        | 14 de marzo de 2023   | 27 de junio de 2023    |
|           | 4         | 10        | 10        | 7 de octubre de 2024  | 2 de diciembre de 2024 |

## Producción

### Desarrollo
En octubre de 2019, The CW anunció el desarrollo de una serie derivada de Supergirl, titulada Superman & Lois, que sería escrita por Todd Helbing, con Greg Berlanti, Sarah Schechter, Geoff Johns y Helbing sirviendo como productores ejecutivos. En enero de 2020, se ordenó que se realizara una serie de Superman & Lois sin pasar por la etapa del episodio piloto. Las empresas productoras involucradas con el desarrollo de la serie incluyen a Berlanti Productions, DC Entertainment y Warner Bros. Television. Everwood y Friday Night Lights sirvieron de inspiración para la serie, dado que también eran dramas familiares. Helbing dijo que muchos aspectos de Superman & Lois se abordaron como si se tratara de un largometraje, como la relación de aspecto, la cinematografía y el diseño de producción, diciendo: «Estamos compitiendo con programas en el cable y en streaming... queríamos ser capaces de hacerlo y ofrecer al público algo de igual calidad». El 2 de marzo de 2021, The CW renovó la serie para una segunda temporada. El 22 de marzo de 2022, The CW renovó la serie para una tercera temporada. El 12 de junio de 2023, The CW renovó la serie para una cuarta temporada. Según el acuerdo de renovación, la serie reducirá el número de miembros de su reparto regular en un esfuerzo por reducir los costos de producción. Sin embargo, la producción se retrasó debido a las huelgas del Sindicato de Guionistas en Hollywood y SAG-AFTRA de 2023. El 2 de noviembre de 2023, se anunció que la cuarta temporada sería la última.

### Casting
Tyler Hoechlin y Elizabeth Tulloch, que fueron confirmados con el anuncio inicial de la serie, repetirán sus papeles titulares de Superman y Lois Lane, respectivamente. En febrero de 2020, Jordan Elsass y Alexander Garfin fueron anunciados como los hijos de Clark y Lois, ambos en papeles principales; Elsass fue elegido como Jonathan, que es limpio, modesto y de buen corazón; y Garfin como Jordan, que es tremendamente inteligente, con un temperamento mercurial y ansiedad social. En abril de 2020, Dylan Walsh, Emmanuelle Chriqui y Erik Valdez fueron anunciados en papeles principales; Walsh fue elegido como Samuel Lane, el padre de Lois, reemplazando a Glenn Morshower, quien interpretó al personaje en Supergirl; Chriqui como Lana Lang, la funcionaria de préstamos del Banco de Smallville que restablece su amistad con su viejo amigo, Clark Kent, durante un período difícil en su vida; y Valdez como Kyle Cushing, el jefe de bomberos de Smallville y el esposo de Lana. En mayo de 2020, Wolé Parks y Inde Navarrette fueron elegidos en papeles principales; Parks como el Extraño, un visitante misterioso empeñado en demostrarle al mundo que ya no necesita a Superman; y Navarrette como Sarah Cushing, la hija de Kyle y Lana, una chica salvaje e inteligente que se hace amiga de Jonathan y Jordan.
En octubre de 2020, Sofia Hasmik y Stacey Farber fueron elegidas en los papeles recurrentes de Chrissy Beppo y Leslie Larr, respectivamente. En diciembre de 2020, se reveló que David Ramsey aparecería como John Diggle en la temporada, repitiendo su papel de Arrow.

### Filmación
Se esperaba que la producción del piloto comenzara el 23 de marzo de 2020, en Vancouver (Columbia Británica), y concluyera el 14 de mayo. Sin embargo, el 13 de marzo de 2020, los planes para filmar el piloto fueron desechados debido a la pandemia de COVID-19 y en su lugar se esperaba que la serie comience la producción «más cerca de una fecha de inicio de programa más tradicional en junio o julio». A finales de julio de 2020, Warner Bros. Television planeó que sus series filmadas en Vancouver reiniciaran sus producciones a finales de agosto. La filmación comenzó el 21 de octubre de 2020 y concluyó el 14 de junio de 2021. La serie es filmada en Surrey (Columbia Británica).

## Lanzamiento
La primera temporada se estrenó en Estados Unidos en The CW el 23 de febrero de 2021, emitiéndose los martes a las 9:00 p. m., y finalizó el 17 de agosto de 2021, luego de emitir 15 episodios. La tercera temporada se estrenó el 14 de marzo de 2023. La cuarta temporada se estrenó el 7 de octubre de 2024.

## Recepción

### Respuesta crítica
En el sitio web del agregador de reseñas Rotten Tomatoes, la serie tiene un índice de aprobación del 85%, basándose en 33 reseñas con una calificación media de 7,89/10, El consenso de la crítica dice: «Ambiciosa y sorprendente, Superman & Lois saca fuerzas de lugares inesperados, sin escatimar en la acción, para labrarse un camino propio en un universo de superhéroes abarrotado». En Metacritic, tiene una puntuación media ponderada de 65 sobre 100 basada en 12 reseñas, lo que indica «reseñas generalmente favorables».

### Audiencias
| Temporada | Horario (ET)      | Episodios | Primera emisión       | Primera emisión      | Última emisión         | Última emisión       | Ranking | Prom. de espectadores (millones) |
| Temporada | Horario (ET)      | Episodios | Fecha                 | Audiencia (millones) | Fecha                  | Audiencia (millones) | Ranking | Prom. de espectadores (millones) |
| --------- | ----------------- | --------- | --------------------- | -------------------- | ---------------------- | -------------------- | ------- | -------------------------------- |
| 1         | martes 9:00 p. m. | 15        | 23 de febrero de 2021 | 1,75                 | 17 de agosto de 2021   | 0,67                 | 116     | 2,44                             |
| 2         | martes 8:00 p. m. | 15        | 11 de enero de 2022   | 1,09                 | 28 de junio de 2022    | 0,82                 | 115     | 1,60                             |
| 3         | martes 8:00 p. m. | 13        | 14 de marzo de 2023   | 0,75                 | 27 de junio de 2023    | 0,73                 | 110     | 1,15                             |
| 4         | lunes 8:00 p. m.  | 10        | 7 de octubre de 2024  | 0,45                 | 2 de diciembre de 2024 | 0,51                 | —       | —                                |

## Reconocimientos
| Año  | Premio                                     | Categoría                                                                        | Beneficiario       | Resultado | Ref    |
| ---- | ------------------------------------------ | -------------------------------------------------------------------------------- | ------------------ | --------- | ------ |
| 2021 | Hollywood Critics Association              | Mejor serie dramática de cadena abierta                                          |                    | Nominado  | [ 49 ] |
| 2021 | Harvey Awards                              | Mejor adaptación de cómic o novela gráfica                                       |                    | Nominado  | [ 50 ] |
| 2021 | People's Choice Awards                     | El programa de ciencia ficción y fantasía de 2021                                |                    | Nominado  | [ 51 ] |
| 2022 | Critics Choice Super Awards                | Mejor actor en una serie de superhéroes                                          | Tyler Hoechlin     | Nominado  | [ 52 ] |
| 2022 | Critics Choice Super Awards                | La mejor serie de superhéroes                                                    |                    | Nominado  | [ 52 ] |
| 2022 | American Society of Cinematographers       | Logro destacado en un episodio de una serie de televisión de una hora: comercial | Gavin Struthers    | Nominado  | [ 53 ] |
| 2022 | CAFTCAD Awards                             | Mejor diseño de vestuario en televisión: ciencia ficción y fantasía              | Katrina McCarthy   | Nominado  | [ 54 ] |
| 2022 | Astra Awards (Hollywood Creative Alliance) | Mejor serie dramática de cadena abierta                                          |                    | Nominado  | [ 55 ] |
| 2022 | Saturn Awards                              | Series de televisión de ciencia ficción: Red / Cable                             |                    | Ganador   | [ 56 ] |
| 2022 | Saturn Awards                              | Actor en una serie de televisión por cable                                       | Tyler Hoechlin     | Nominado  | [ 56 ] |
| 2022 | Saturn Awards                              | Actriz en una serie de televisión por cable                                      | Elizabeth Tulloch  | Nominado  | [ 56 ] |
| 2022 | Saturn Awards                              | Actriz de reparto en una serie de televisión por cable                           | Emmanuelle Chriqui | Nominado  | [ 56 ] |
| 2022 | Saturn Awards                              | Actuación de un actor más joven: serie de televisión por cable o en cadena       | Jordan Elsass      | Nominado  | [ 56 ] |
| 2022 | Saturn Awards                              | Actuación de un actor más joven: serie de televisión por cable o en cadena       | Alex Garfin        | Nominado  | [ 56 ] |
| 2023 | Saturn Awards                              | La mejor serie de televisión de superhéroes                                      |                    | Ganador   | [ 57 ] |
| 2023 | Saturn Awards                              | Mejor actor en una serie de televisión                                           | Tyler Hoechlin     | Nominado  | [ 57 ] |
| 2023 | Saturn Awards                              | Mejor Actriz en una Serie de Televisión                                          | Elizabeth Tulloch  | Nominado  | [ 57 ] |